# Беляев, Николай Иванович (инженер)
Николай Иванович Беляев (1909 — ?) — советский инженер, механик-технолог, лауреат государственных премий.
Окончил Московский химико-технологический институт (1932).
С 1933 г. работал в Государственном научно-исследовательском и проектном институте азотной промышленности и продуктов органического синтеза (Гипроазот).
Сталинская премия 1943 года — за разработку и освоение более производительного метода концентрирования азотной кислоты. Разработанный на Кемеровском азотно-туковом заводе метод интенсификации процесса концентрирования азотной кислоты позволил увеличить производительность установок в 2,5 — 3,0 раза и был внедрен на других предприятиях.
Государственная премия СССР 1969 года — за участие в научно-технической разработке и внедрении в народное хозяйство энерготехнологического агрегата производства азотной кислоты под давлением 7,3 атм с газотурбинным приводом компрессора и каталитической очисткой выхлопных газов от окислов азота.
Соавтор справочного издания: Справочник азотчика. Под редакцией Мельникова Е. Я. — M.: Химия, 1987. — 464 c.
Член КПСС с 1964 г.
Умер не ранее 1986 года.